# Malaryta
Malaryta (belarussisch Малары́та) oder Malorita (russisch Малори́та) ist der Hauptort des Rajon Malaryta im Südwesten der belarussischen Breszkaja Woblasz. Die Stadt Malaryta hatte nach den statistischen Angaben des Jahres 2006 etwa 9700 Einwohner und ist über die belarussische Fernstraße M12 sowie die Bahnstrecke Kowel (Ukraine)–Brest zu erreichen. 

## Wappen
In Blau unter einem silbernen Fürstenhut zwei silberne Eichenblätter mit drei silbernen Früchten im rechten oberen Viertel.

## Söhne und Töchter der Stadt
- Leonid Taranenko (* 13. Juni 1956), Gewichtheber